# Chiesa di Nostra Signora del Sacro Cuore (Firenze)
La chiesa di Nostra Signora del Sacro Cuore, nata col titolo di Santa Maria della Concezione, è un luogo di culto cattolico di Firenze, situato in piazza Santa Caterina d'Alessandria e all'angolo con via Enrico Poggi, nel centro storico del capoluogo toscano.
È sorta a metà Ottocento sulle ceneri dell'ex-monastero di Santa Caterina d'Alessandria o di Cafaggio, della quale la si può idealmente considerare "ereditaria". 
L'antico monastero, un tempo prospiciente via delle Ruote, a seguito della soppressioni leopoldine, è stato poi demolito per far spazio al palazzo dell'Agenzia delle entrate della città.

## Storia

### Il monastero antico

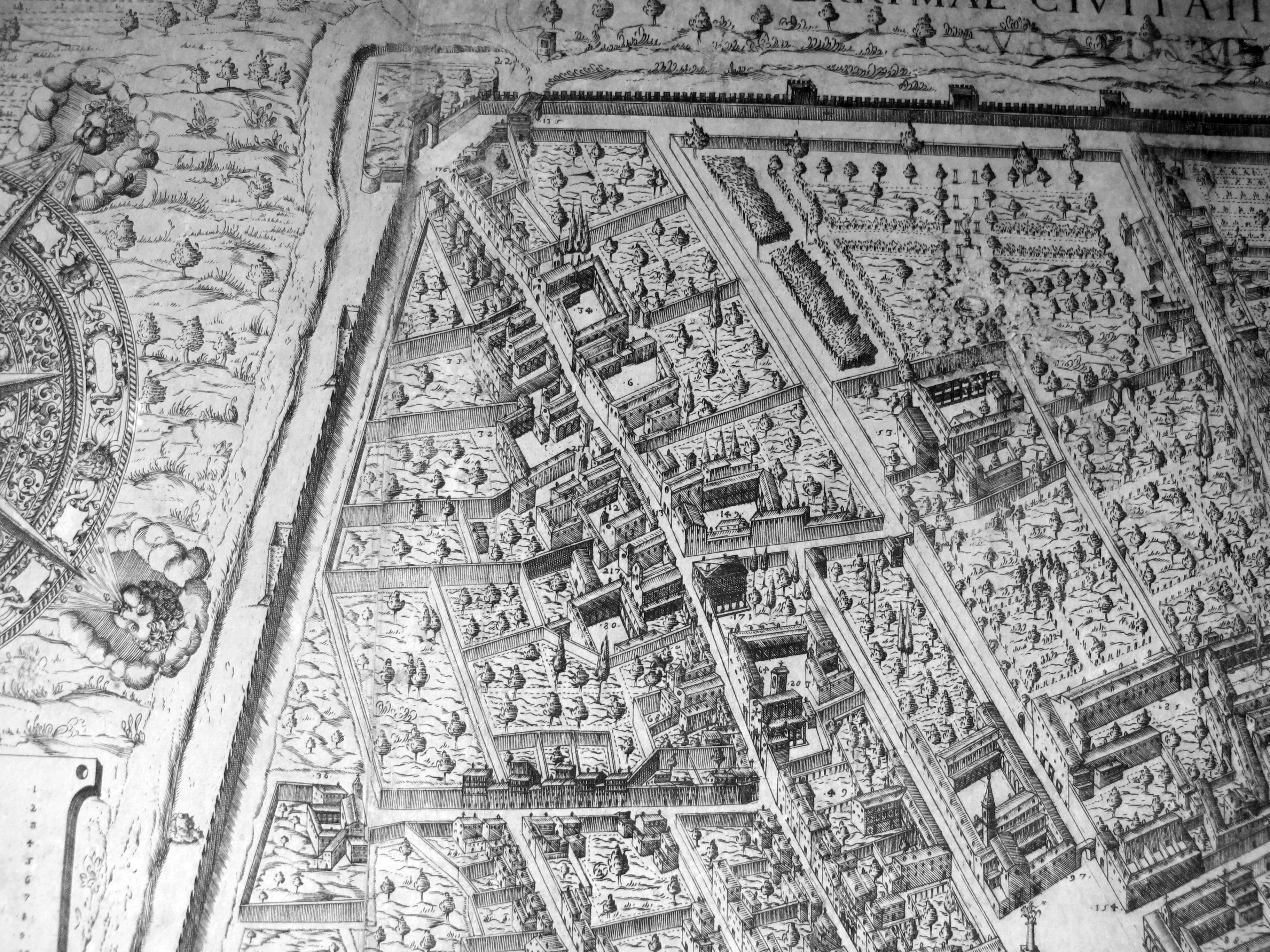
Pianta del Buonsignori (1594), particolare; sulla sinistra, di fronte alla via delle Ruote, l'ex-monastero di Cafaggio

Anticamente, nelle vicinanze dell'attuale chiesa di Nostra Signora del Sacro Cuore, esisteva l'ex-monastero di "Santa Caterina d'Alessandria" o "di Cafaggio" (dal nome della zona nord del centro storico, fino a piazza Santissima Annunziata, dove esisteva terreno boscoso o comunque non edificato), o "Lungo le mura, o "del Vetricciaio" (dalle piante di vetrici).
Questo monastero venne fondato da suore agostiniane nel 1306 ed è documentato dal 1310, quando apparteneva ai Canonici del Duomo. Il cenobio si trovava negli edifici a destra della chiesa odierna, presso il palazzo dell'Agenzia delle entrate. Esso venne ingrandito e abbellito per circa due secoli e la ruota dentata, simbolo della santa martire Caterina d'Alessandria, faceva sì che il monastero veniva talvolta venisse indicato anche come di Santa Caterina delle Ruote. Anche il nome della vicina via delle Ruote deriva proprio dal monastero. 
Dal Cinquecento, per motivi legati alla gestione della curia, le monache vennero trasferite, e nei locali del monastero si alternarono altri usi, tra cui quello di ospedale dei fanculli abbandonati (1592), poi quello di convento dei francescani.
Nel 1615 venne qui sistemato il Conservatorio delle fanciulle abbandonate, più conosciuto come Santa Caterina degli Abbandonati, che era sotto dipendenza del Capitolo di Santa Maria del Fiore. 
Con le secolarizzazioni di Pietro Leopoldo l'ex-monastero divenne una scuola per zitelle povere (1778) e in seguito sede del Monopolio del sale e del tabacco. Della chiesa antica non resta oggi niente, perché fu distrutta quando venne creato l'asse per via Nazionale, e sull'area del monastero sorse poi nel Dopoguerra il palazzo degli Uffici Finanziari, detto dai fiorentini il "palazzaccio". Con l'ampliamento della via Santa Caterina fu demolito anche il chiostro, del quale resta momoria esclusivamente nel volume sgombro della piazza di Santa Caterina d'Alessandria.

### La parrocchia
Nelle immediate vicinanze dell'ex-monastero, a metà '800, tra la via Santa Caterina d'Alessandria e via delle Officine (via Enrico Poggi), a poca distanza dalla piazza di Barbano (piazza dell'Indipendenza), si decise di ricostruire un edificio religioso in stile neoclassico.
La costruzione fu iniziata nel giugno 1848 dalle "Scuole delle Zitelle Povere", dette "Scuole Leopoldine", nell'ambito dell'edificazione del quartiere circostante detto "di Barbano", su progetto dell'architetto Gaetano Baccani, di cui restano le dieci colonne monolitiche e i due grandi archi interni. La costruzione infatti fu sospesa ben presto per mancanza di fondi.
Nel 1857 la prosecuzione dei lavoratori fu affidata all'ingegnere e architetto Giuseppe Martelli. Questi modificò il progetto di Baccani per ampliare l'aula ecclesiale: aggiunse le navate laterali e soppresse i previsti coretti dell'abside. Utilizzò le dieci colonne già pronte, provenienti dalle cave del monte Ceceri. La facciata, che doveva avere tre ampie arcate su colonne per sostenere il timpano neoclassico, rimase incompleta. 
Il 31 dicembre 1863 la chiesa fu aperta al culto, dedicata all'Immacolata e a Santa Caterina d'Alessandria.
Nel 1904 i Missionari del Sacro Cuore di Gesù, fondati cinquanta anni prima, giunsero a Firenze e acquistarono la chiesa, impiantandovi una comunità religiosa che si occupava della formazione dei giovani seminaristi.
Il 1º gennaio 1937 fu eretta canonicamente in parrocchia dal cardinale Elia Dalla Costa, prendendo - dopo qualche mese - il titolo di "Nostra Signora del Sacro Cuore" (così p. Jean Jules Chevalier, fondatore dei Missionari del S. Cuore, aveva chiamato la Madonna per onorare lo speciale rapporto tra Maria e il Cuore del Figlio suo). Furono intrapresi lavori di sistemazione del presbiterio, degli altari laterali e del fonte battesimale, progettati dall'architetto Aurelio Cetica e terminati nel 1941. L'altare maggiore fu consacrato il 4 novembre 1939 dal Card. Della Costa che, il 13 dicembre 1942, consacrò la chiesa intera.

## Descrizione

### Facciata
La facciata è rimasta incompiuta, con due colonne isolate, al posto di un porticato con grande timpano che era previsto nel progetto originale.

### Interno

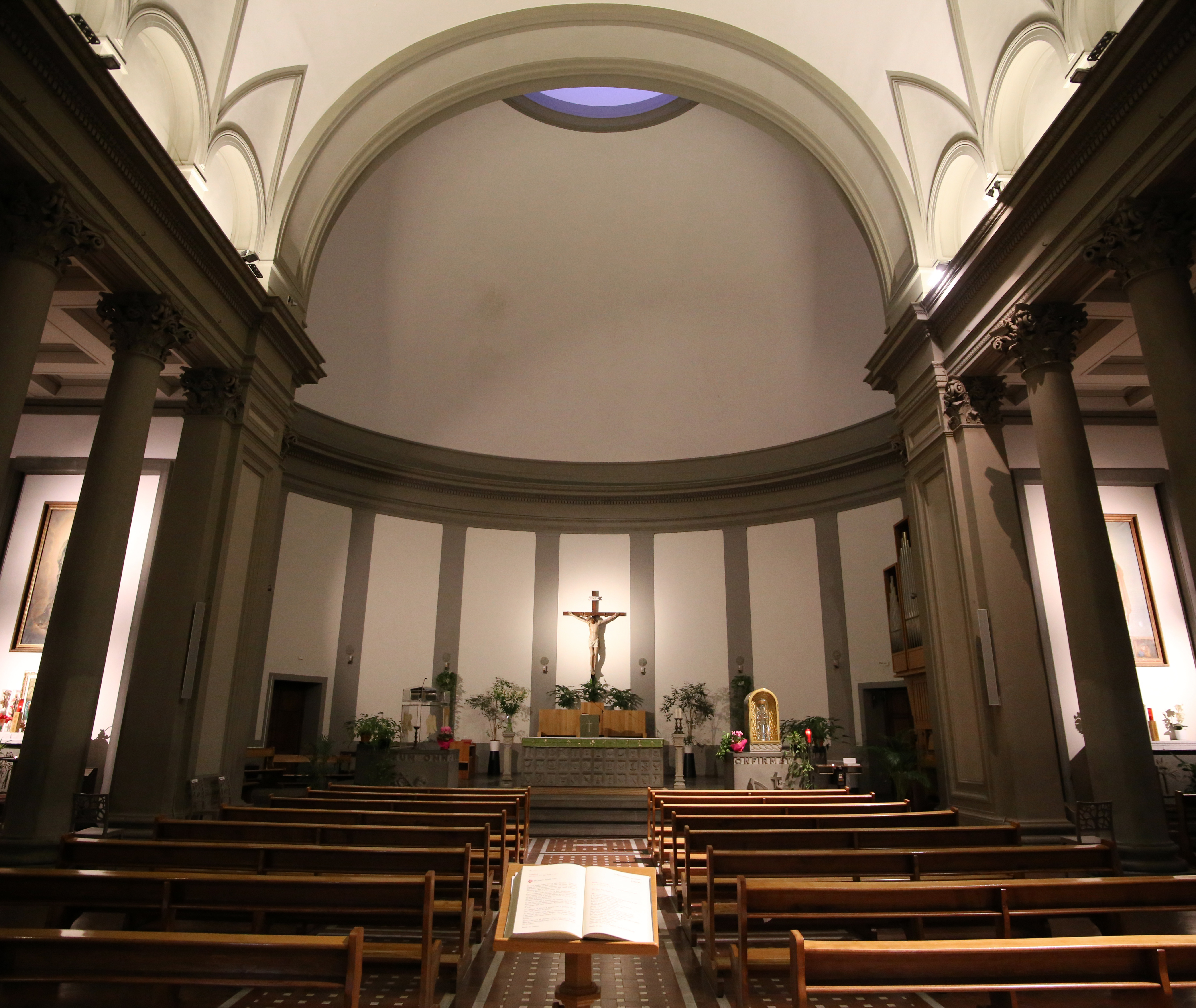
L'interno

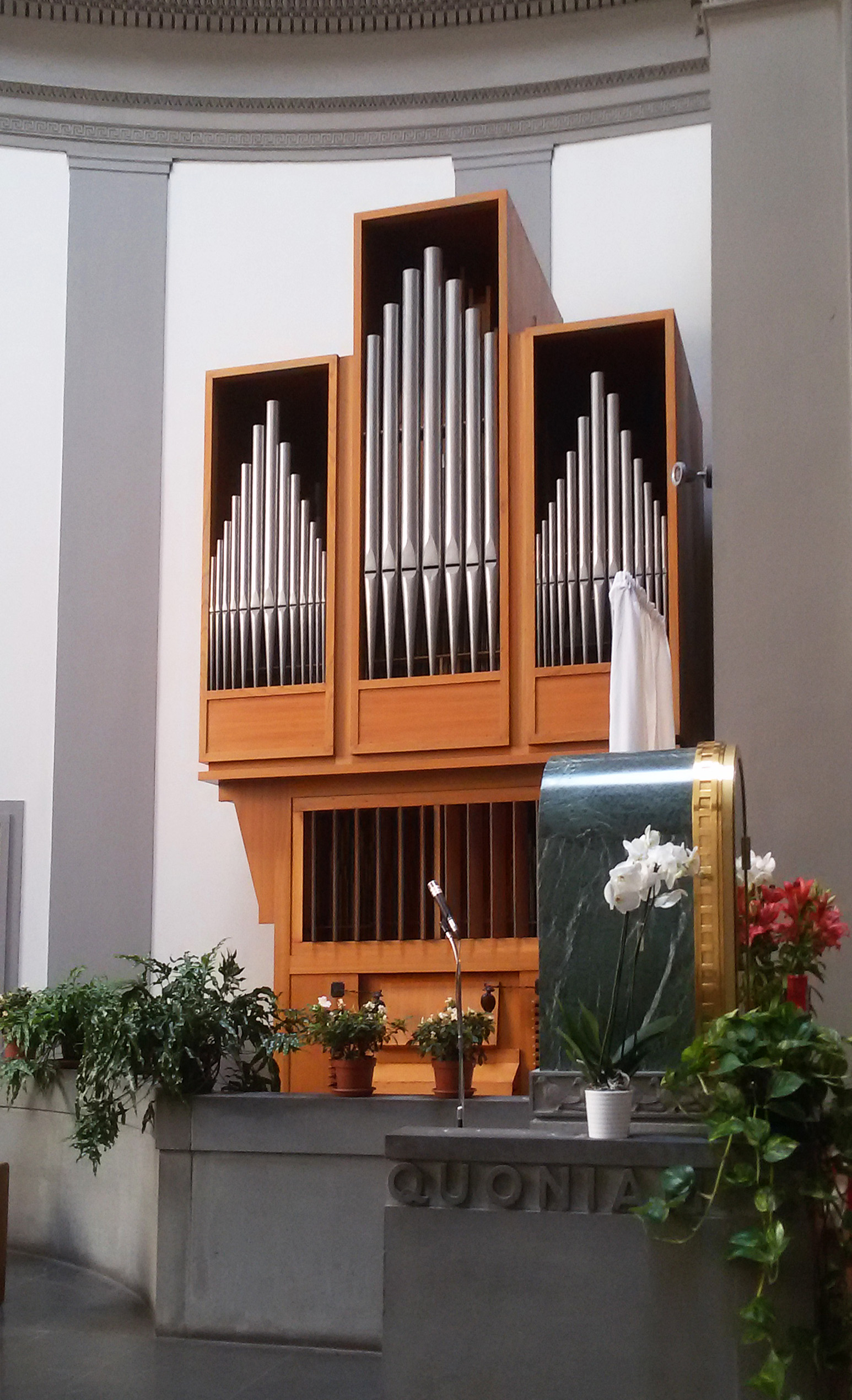
L'organo

All'interno otto colonne monolitiche, con capitelli corinzi, accentuano la sobria monumentalità della chiesa.
A Nostra Signora del Sacro Cuore è dedicato l'altare della navata laterale sinistra, ove si trova un dipinto su tela dei primi del '900, opera di Giuseppe Catani Chiti. Nella cappella in fondo della stessa navata si trova il fonte battesimale e alle pareti il trittico di Edoardo Gelli (1913) raffigurante l'Annunciazione, la Natività e la Deposizione. 
Sulla navata laterale destra, l'altare è dedicato a san Giuseppe con un dipinto a olio su tela di Adorno Bonciani. In fondo, la cappella delle anime dei defunti, ove trova posto un tondo su tela del XVIII secolo raffigurante la Sacra Famiglia con san Giovannino dormiente, opera della scuola del Franciabigio, riferibile forse al suo allievo Jacopo Torni detto l'Indaco.
Al centro dell'abside è collocato un crocifisso ligneo del XVI secolo, riferito a Baccio da Montelupo. 
I quattordici riquadri in cotto della Via Crucis sono opera dello scultore Zampini (1937). Il pavimento è stato restaurato nel 1957. L'organo meccanico è un Tamburini del 1962. L'attuale sistemazione dell'area presbiterale dell'ambone, della sede presidenziale e del tabernacolo risale al 2012, secondo le norme liturgiche vigenti.
La lapide entrando a destra:
PIO PP. XI

KALENDIS IANUARIIS MCMXXXVII

ELIAS CARD. DALLA COSTA

ARCHIEPISCOPUS FLORENTINORUM

HANC ECCLESIAM

IN AEDEM CURIALEM ERECTAM

P. HUMBERTO DI CAPRIO

MISS. SS. CORDIS IESU

REGENDAM COMMITTIT
Traduzione: «Essendo papa Pio XI il primo gennaio 1937 il cardinale Elia Dalla Costa. arcivescovo dei fiorentini, affidò al padre Umberto Di Caprio dei Missionari del Sacro Cuore la cura pastorale di questa chiesa eretta a parrocchia».
La lapide entrando a sinistra:
PIO PP. XI

IDIBUS DECEMBRIBUS MCMXLII

ELIAS CARD. DALLA COSTA

ARCHIEPISCOPUS FLORENTINORUM

HANC AEDEM CURIALEM

DOMINAE NOSTRAE A SACRO CORDE

DICATAM

RITU SOLLEMNI

CONSECRAVIT 
Traduzione: «Essendo papa Pio XII il 13 dicembre 1942 il cardinale Elia Dalla Costa arcivescovo dei fiorentini consacrò con rito solenne questa chiesa parrocchiale dedicata a Nostra Signora del Sacro Cuore».

## Attività e istituzioni culturali

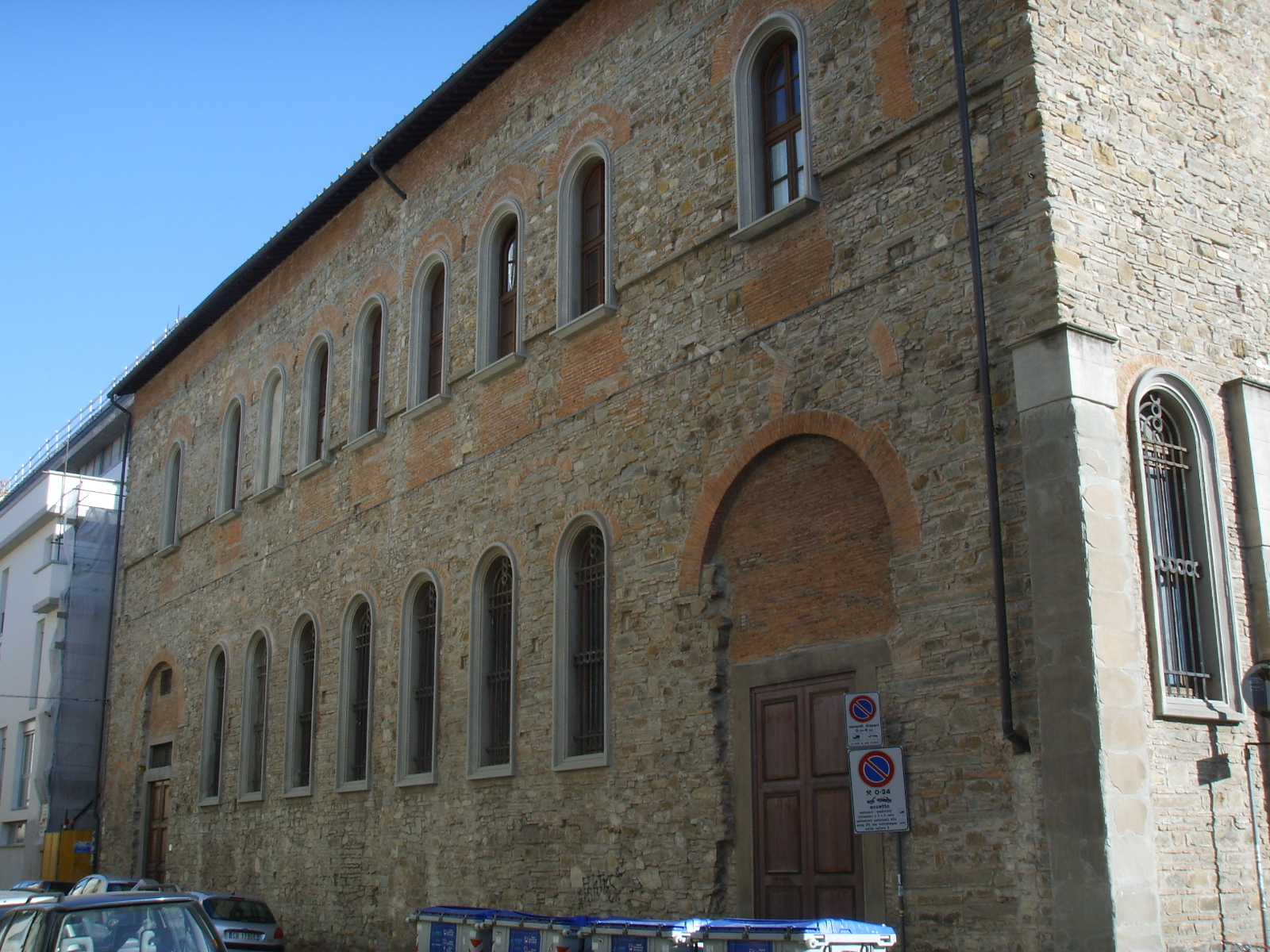
Il lato sud della chiesa con annessa parte dell'Istituto universitario

A partire dagli anni sessanta, e soprattutto dagli anni settanta del Novecento, l'impegno apostolico dei Padri missionari si è esteso dalle attività parrocchiali all'ospitalità e l'apostolato con la fondazione dell'Istituto Alfa Nuova, residenza-pensionato universitario maschile affiancato ai locali della parrocchia, che accoglie studenti universitari provenienti da ogni parte d'Italia e del mondo. Nel nome dell'istituto rivive il già noto Circolo Studentesco "Alfa 48", fondato nell'immediato dopoguerra da padre Walter Donnini.
Fino ad anni recenti esisteva, nei locali laterali alla canonica, attigui all'Agenzia delle Entrate, l’istituto religioso femminile della famiglia vincenziana, congregazione in seguito accorpata in altra sede fiorentina. Le suore, oltre alle attività parrocchiali, gestivano un pensionato universitario femminile.
Nel territorio della parrocchia ricade la vicina chiesa di San Giuseppino e la chiesa di San Giovannino dei Cavalieri.